# Локлир, Хизер
Хи́зер Дин Ло́клир (англ. Heather Deen Locklear, МФА: [ˈhɛðɚ ˈdin ˈlɑklir]; род. 25 сентября 1961, Лос-Анджелес, Калифорния) — американская актриса и продюсер, шестикратный номинант на премию «Золотой глобус».
Локлир наиболее известна ролями Сэмми Джо Кэррингтон в телесериале «Династия» (1981—1989), Аманды Вудворд в телесериале «Мелроуз Плейс» (1993—1999), офицера Стейси Шеридан в полицейском сериале «Ти Джей Хукер» (1982—1986) и Кэйтлин Мур в ситкоме «Спин Сити» (1999—2002). Локлир известна благодаря своим ролям женщин с неуживчивым и скандальным характером на экране и многочисленными романами и проблемами в личной жизни.

## Ранние годы
Хизер Локлир родилась в Вествуде, штат Калифорния. Её мать, Дайан (в девичестве — Тинзли) — административный ассистент на студии Disney, а отец, Билл Локлир — директор бюро по трудоустройству выпускников в Калифорнийском университете в Лос-Анджелесе. Хизер — самая младшая в семье; у неё есть две сестры — Лори и Коллин, а также брат Марк. Локлир окончила среднюю школу в Ньюбёри-Парк, штат Калифорния.

## Карьера

### 1980-е
После окончания школы Локлир поступила в Калифорнийский университет в Лос-Анджелесе. Затем, не прерывая учёбу, она начала работать в модельном бизнесе и сниматься в рекламных роликах для школьного магазина. В 1979 году Хизер получила свою первую роль в фильме, а затем, годом позже, и в эпизоде сериала «Калифорнийский дорожный патруль». Также ей предложили несколько второстепенных ролей, в том числе в сериале «Восьми достаточно». В 1981 году Аарон Спеллинг назначил Локлир на роль Сэмми Джо Дин в своём новом телесериале «Династия», окончательное же её утверждение произошло осенью, во втором сезоне. Несмотря на съёмки, Спеллинг одновременно пригласил Хизер на роль партнёра Уильяма Шетнера в сериале про полицейских «Ти Джей Хукер», премьера которого в 1982 году стала значительным этапом в продолжении голливудской карьеры Локлир. Ей нравилось играть с Уильямом Шетнером и Линдой Эванс, а также общаться с ними и за пределами съемочной площадки. В 1980-х годах Хизер продолжила работать в этих двух сериалах, а также сниматься в специальных телепередачах и фильмах.

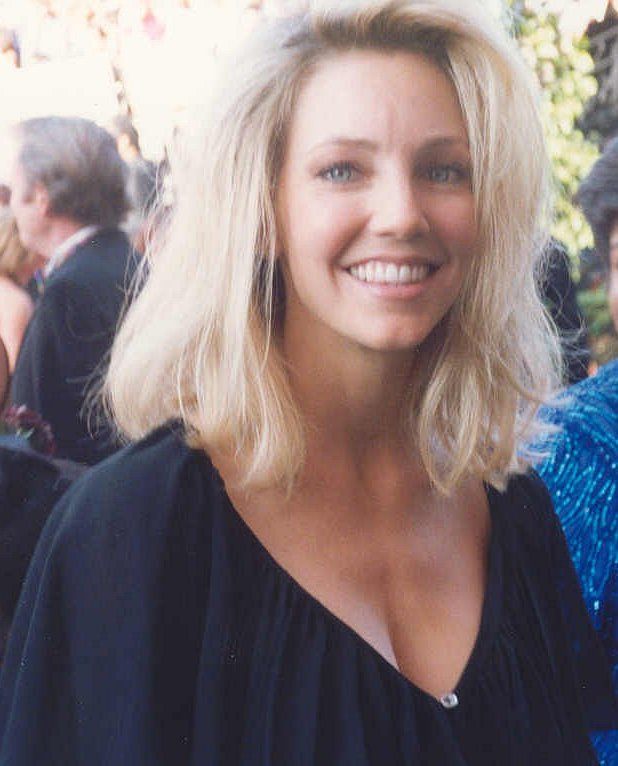
Хизер Локлир в 1993 году на церемонии «Эмми»

После того как Локлир укрепила свой статус телезвезды, в 1989 году она сыграла главную роль в кинофильме «Возвращение болотной твари», который стал первым провальным проектом с актрисой. Фильм провалился в прокате и собрал отрицательные отзывы от критиков, а Локлир была удостоена антипремии «Золотая малина» за худшую женскую роль

### 1990-е
В 1990 году, после провала ситкома «Добивающиеся успеха», Локлир сыграла, возможно, свою самую успешную в карьере роль — Аманды Вудворд в сериале «Мелроуз Плейс» (1993—1999). Ей предложили сниматься в качестве приглашённой звезды, чтобы повысить рейтинги сериала. И несмотря на то, что Хизер в итоге стала постоянным актёром сериала, в титрах она продолжала значиться как «специально приглашённая звезда» на протяжении всех сезонов. За свою роль Локлир четырежды номинировалась на премию «Золотой глобус» за лучшую женскую роль в телевизионном сериале — драма, а также выиграла награду некоммерческой организации «Первые американцы в искусстве» в номинации «Лучшая актриса телесериала». Пиком её успеха стал 1994 год, когда она появилась на обложке журнала Rolling Stone и выступила в комедийном шоу Saturday Night Live.
После завершения сериала «Мелроуз Плейс» весной 1999 года, Локлир сразу же была приглашена на главную женскую роль в ситкоме — «Спин Сити», где её партнёром стал Майкл Джей Фокс, а после Чарли Шин. Роль менеджера политической кампании принесла ей хорошие отзывы критиков и две номинации на Премию «Золотой глобус» за лучшую женскую роль в телевизионном сериале — комедия или мюзикл. Шоу продлилось до 2002 года. В 1997 году она сыграла главную женскую роль в кинофильме «Деньги решают всё», а ранее появилась с камео-ролями в комедиях «Клуб первых жён» и «Мир Уэйна 2».

### Последние годы
В двухтысячных карьера Локлир на телевидении претерпела значительный спад. Она сыграла главные роли в ряде телевизионных пилотах ситкомов, однако они не получали зелёный свет на дальнейшее производство. В 2004 году она запустила в качестве продюсера драматический сериал «Международный аэропорт Лос-Анджелеса», в котором сыграла главную роль. Проект был закрыт после тринадцати эпизодов и стал её первым провалом после двадцати лет успешной карьеры на телевидении. Сильно расстроившись она некоторое время избегала вновь работать на телевидении, однако её карьера на большом экране напротив пошла в гору благодаря ролям в комедиях «Городские девчонки» и «Идеальный мужчина». В 2004 году она отказалась от роли Сьюзан Майер в телесериале «Отчаянные домохозяйки», которую в конечном счете получила Тери Хэтчер.
Во второй половине нулевых карьера Локлир отошла на второй план и она в основном привлекала к себе внимание прессы из-за проблем в личной жизни. Она была приглашенной звездой в сериалах «Клиника», «Два с половиной человека», «Юристы Бостона» и «Правила совместной жизни», а также сыграла главные роли в телефильмах канала Lifetime «Ангелы падают», «Флирт с сорокалетней», «Годы летят» и «Он любит меня». В 2009 году она вернулась к своей роли Аманды в одноимённом ремейке сериала «Мелроуз Плейс», когда после неудачного старта продюсеры решили повысить рейтинги шоу пригласив в него главную звезду оригинала. Тем не менее возвращение Локлир не помогло шоу и оно было закрыто весной 2010 года. В 2012 году она была приглашена в четвёртый сезон ситкома «Красотки в Кливленде»

## Личная жизнь

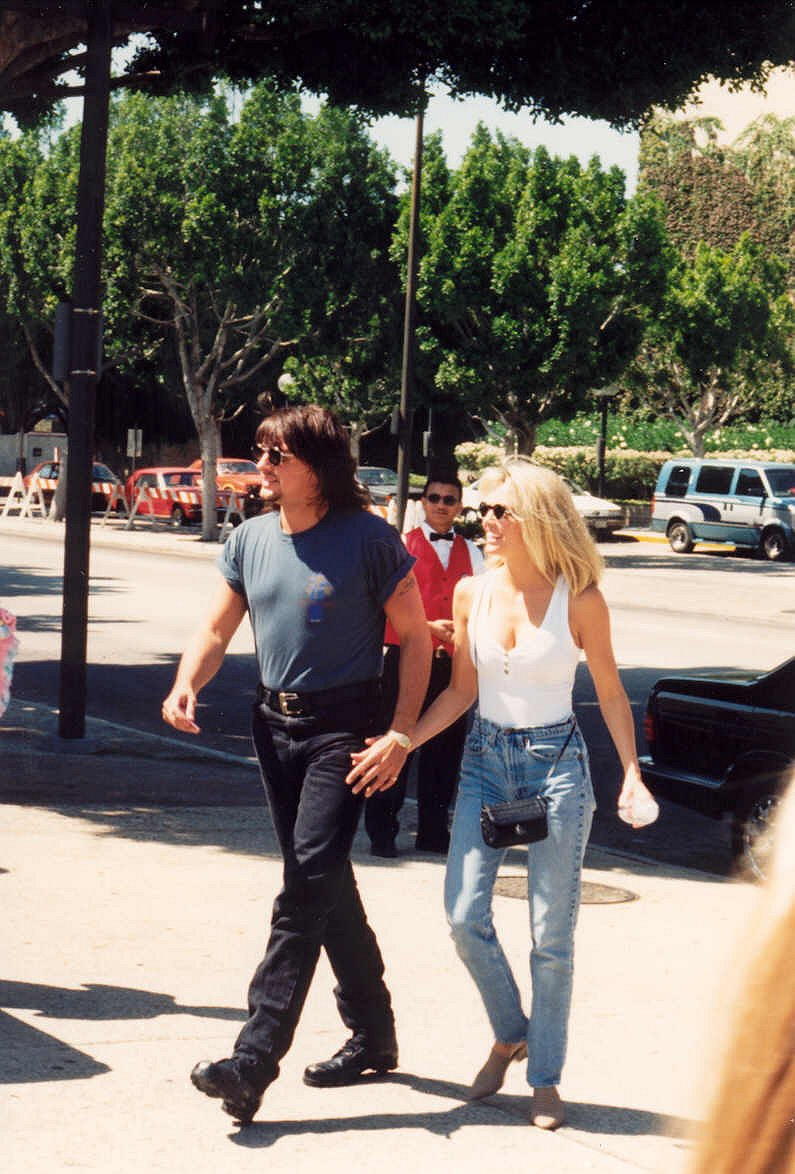
Локлир с Ричи Самбора в 1994 году

### Отношения
Локлир встречалась с Томом Крузом и Скоттом Байо.
Хизер была замужем за барабанщиком группы Mötley Crüe Томми Ли в период с мая 1986 года по август 1993 года.
После того как Локлир с ним развелась, 17 декабря 1994 года в Париже она вышла замуж за Ричи Самбора, гитариста рок-группы Bon Jovi. 4 октября 1997 года Хизер родила дочь Аву Элизабет Самбора. В 2010 году Ава уже попробовала себя в роли модели. Представитель Локлир 2 февраля 2006 года сообщил, что пара подала документы на расторжение брака. Также в бумагах Самбора указал, что неофициально они расстались 26 декабря 2005 года и что он будет добиваться совместной опеки над Авой. Не дожидаясь официального развода, Самбора стал встречаться с Дениз Ричардс, близкой подругой Локлир, что послужило разрывом многолетней дружбы Хизер и Дениз.
В 2007 году Локлир официально развелась с Ричи, а в апреле она и Джек Вагнер, сыгравший врача в сериале «Мелроуз Плейс», на одном из благотворительных мероприятий подтвердили свои близкие романтические отношения, в 2011 году они обручились. Хизер и Вагнер расстались в феврале 2012 года, когда та в очередной раз была госпитализирована из-за передозировки алкоголя и наркотиков.

### Проблемы
В марте 2008 года неизвестный позвонил в службу 911, и заявил, что Хизер Локлир пыталась покончить жизнь самоубийством. В июне того же года она легла в психиатрическую клинику после того как долгое время находилась в глубокой депрессии. После четырёх недель в клинике она вернулась домой.
12 января 2012 года Локлир была госпитализирована после того, как её сестра нашла актрису без сознания, когда та одновременно приняла отпускаемые по рецепту лекарства и алкоголь. Как заявили на следующий день врачи, им удалось спасти жизнь Локлир.
14 сентября 2017 года Хизер попала в автомобильную аварию около 5:40 вечера и была доставлена в Больницу и медицинский центр Лос-Роблес в Фаузенд-Оксе, штат Калифорния. Она слетела с дороги в канаву. Была доставлена в больницу с незначительными и не угрожающими жизни травмами. Полиция не могла сказать, что вызвало этот инцидент, но известно, что наркотических средств или алкоголя у Локлир не выявлено.

## Фильмография
| Год       |    | Русское название                         | Оригинальное название                 | Роль                                                     |
| --------- | -- | ---------------------------------------- | ------------------------------------- | -------------------------------------------------------- |
| 1979      | тф | Сказки-неожиданности                     | Tales of the Unexpected               | Пэт Уорд                                                 |
| 1980      | с  | Калифорнийский дорожный патруль          | CHiPs                                 | тинейджер                                                |
| 1981      | с  | 240-Роберт                               | 240-Robert                            | Джин                                                     |
| 1981      | с  | Восьми достаточно                        | Eight Is Enough                       | Ингрид                                                   |
| 1981      | тф | Возвращение деревенщины из Беверли-Хиллз | The Return of the Beverly Hillbillies | Хизер                                                    |
| 1981      | тф | Локон                                    | Twirl                                 | Шери Сандерс                                             |
| 1982      | с  | Мэтт Хьюстон                             | Matt Houston                          | Синди Макникол                                           |
| 1982      | с  | Остров фантазий                          | Fantasy Island                        | Лоррейн Вентворт                                         |
| 1982—1983 | с  | Каскадёры                                | The Fall Guy                          | Джун Эдвардс                                             |
| 1983      | с  | Сказки-неожиданности                     | Tales of the Unexpected               | Пэт Уорд                                                 |
| 1983      | с  | Отель                                    | Hotel                                 | Миранда Хардинг                                          |
| 1983      | с  | Лодка любви                              | The Love Boat                         | Пэтти Сэмьюэлз                                           |
| 1984      | ф  | Воспламеняющая взглядом                  | Firestarter                           | Вики Томлинсон Макги                                     |
| 1984      | тф | Городской убийца                         | City Killer                           | Андреа Макнайт                                           |
| 1982—1986 | с  | Ти Джей Хукер                            | T.J. Hooker                           | офицер Стейси Шеридан                                    |
| 1988      | тф | Мамочка рок-н-ролла                      | Rock 'n' Roll Mom                     | Дарси Экс                                                |
| 1981—1989 | с  | Династия                                 | Dynasty                               | Сэмми Джо Дин Кэррингтон                                 |
| 1989      | ф  | Возвращение болотной твари               | The Return of Swamp Thing             | Эбби Акейн                                               |
| 1990      | тф | Большой секс-скандал по-американски      | Jury Duty: The Comedy                 | Рита Бурвальд                                            |
| 1990      | тф | Богатые мужчины, одинокие женщины        | Rich Men, Single Women                | Тори                                                     |
| 1991      | тф | Смертельное очарование                   | Her Wicked Ways                       | Мелоди Шеферд                                            |
| 1990—1991 | с  | Добивающиеся успеха                      | Going Places                          | Александра «Алекс» Бартон                                |
| 1991      | тф | Лакомый кусок                            | The Big Slice                         | Рита                                                     |
| 1991      | тф | Династия: Примирение                     | Dynasty: The Reunion                  | Саманта Джозефин «Сэмми Джо» Дин Кэррингтон Рис Фоллмонт |
| 1992      | тф | Иллюзии                                  | Illusions                             | Джен Сандерсон                                           |
| 1992      | тф | Сердцеед с большой дороги                | Highway Heartbreaker                  | Алекс                                                    |
| 1992      | тф | Язык тела                                | Body Language                         | Бетси                                                    |
| 1992      | мс | Бэтмен                                   | Batman                                | Лиза Кларк                                               |
| 1993      | тф | Скрытой камерой                          | Fade to Black                         | Виктория                                                 |
| 1995      | тф | Правосудие по-техасски                   | Texas Justice                         | Присцилла Дэвис                                          |
| 1995      | мс | Супер-утка                               | Duckman: Private Dick / Family Man    | Америка                                                  |
| 1996      | тф | Ужас внутри                              | Shattered Mind                        | Сюзи / Бонни / Джинджер / Виктория / Ди Джей             |
| 1996      | ф  | Клуб первых жён                          | The First Wives Club                  | новая жена Джила Гриффина                                |
| 1997      | ф  | Деньги решают всё                        | Money Talks                           | Грейс Киприани                                           |
| 1997      | ф  | Контрольный выстрел                      | Double Tap                            | Кэтерин                                                  |
| 1998      | с  | Геркулес                                 | Hercules                              | Нимфа                                                    |
| 1993—1999 | с  | Мелроуз Плейс                            | Melrose Place                         | Аманда Вудворд                                           |
| 2000      | с  | Царь горы                                | King of the Hill                      | Пегги Донован                                            |
| 2002      | с  | Элли Макбил                              | Ally McBeal                           | Николь Нэплс                                             |
| 1999—2002 | с  | Спин-Сити                                | Spin City                             | Кэйтлин Мур                                              |
| 2002      | с  | Клиника                                  | Scrubs                                | Джули Китон                                              |
| 2003      | ф  | Городские девчонки                       | Uptown Girls                          | Рома Шлейн                                               |
| 2003      | ф  | Луни Тюнз: Снова в деле                  | Looney Tunes: Back in Action          | Дасти Тейлз                                              |
| 2004      | с  | Два с половиной человека                 | Two and a Half Men                    | Лора Лэнг                                                |
| 2004—2005 | с  | Международный аэропорт Лос-Анджелеса     | LAX                                   | Харли Рэндом                                             |
| 2005      | ф  | Идеальный мужчина                        | The Perfect Man                       | Джин Гамильтон                                           |
| 2005      | с  | Юристы Бостона                           | Boston Legal                          | Келли Нолан                                              |
| 2007      | тф | Ангелы падают                            | Angels Fall                           | Риз Гилмор                                               |
| 2007      | ф  | Апельсины                                | Oranges                               | Айрин                                                    |
| 2007      | с  | Правила совместной жизни                 | Rules of Engagement                   | Барбара                                                  |
| 2007      | с  | Ханна Монтана                            | Hannah Montana                        | Хизер Траскотт                                           |
| 2008      | тф | Флирт с сорокалетней                     | Flirting with Forty                   | Джеки Лоренс                                             |
| 2009      | ф  | Годы летят                               | Flying By                             | Памела                                                   |
| 2009—2010 | с  | Мелроуз Плейс                            | Melrose Place                         | Аманда Вудворд                                           |
| 2011      | тф | Он любит меня                            | He Loves Me                           | Лаура                                                    |
| 2012—2013 | с  | Красотки в Кливленде                     | Hot in Cleveland                      |                                                          |
| 2013      | ф  | Очень страшное кино 5                    | Scary Movie 5                         | Барбара                                                  |
| 2013      | с  | Франклин и Бэш                           | Franklin & Bash                       | Рэйчел Кинг                                              |

### Продюсер
- 1999 — Мелроуз Плейс / Melrose Place (сопродюсер)
- 2004 — Международный аэропорт Лос-Анджелеса / LAX

## Награды и номинации
- «Золотой глобус»
  - 1994 — Лучшая актриса сериала (драма) («Мелроуз Плейс») (номинация)
  - 1995 — Лучшая актриса сериала (драма) («Мелроуз Плейс») (номинация)
  - 1996 — Лучшая актриса сериала (драма) («Мелроуз Плейс») (номинация)
  - 1997 — Лучшая актриса сериала (драма) («Мелроуз Плейс») (номинация)
  - 2000 — Лучшая актриса сериала (комедия/мюзикл) («Спин Сити») (номинация)
  - 2002 — Лучшая актриса сериала (комедия/мюзикл) («Спин Сити») (номинация)

«Золотая малина»
  - 1990 — Худшая актриса («Возвращение болотной твари»)